# Spårvägens FK
Spårvägens FK är en friidrottsförening i Stockholm och en idrottssektion i Spårvägens Idrottsförening. Föreningen grundades som Stockholms Spårvägars Gymnastik- och idrottsförening 1919 och var ursprungligen endast öppen för anställda vid AB Stockholms Spårvägar.
Genom åren har föreningen blivit en av Sveriges mest framgångsrika med flera mästerskapsmedaljer och landslagsidrottare. Spårvägens FK anordnar varje år bland annat Stockholm Marathon, Globen-galan och Tjejmilen tillsammans med Hässelby SK.

## Kända friidrottare
- Claes Albihn
- Anders Arrhenius
- Niklas Arrhenius
- Kent Claesson
- Irene Ekelund
- Malin Ewerlöf
- Lars Haglund
- Lars Hagström
- Moa Hjelmer
- Börje Konstenius
- Mikaela Larsson
- Lilian Magnusson
- Thomas Nikitin
- Raimo Pihl
- Henrik Skoog
- Daniel Ståhl
- Mattias Sunneborn
- Anders Szalkai
- Sören Tallhem
- Pär Wallin
- Leif Arrhenius